# Cyclothyca corrugata
Cyclothyca corrugata is een slakkensoort uit de familie van de Amathinidae. De wetenschappelijke naam van de soort is voor het eerst geldig gepubliceerd in 1890 door Stearns.